# Hans Holzmüller
Hans Holzmüller (* 26. Februar 1920; † nach 1950), auch „Schäberl“ genannt, war ein deutscher Fußballspieler, der von 1945 bis 1949 für den FC Bayern München und von 1949 bis 1950 für den TSV 1860 München aktiv war.

## Karriere
Holzmüller gehörte zur Saison 1945/46 dem FC Bayern München an und bestritt in seiner Premierensaison in der Oberliga Süd, der seinerzeit höchsten deutschen Spielklasse, 20 Punktspiele und erzielte 18 Tore. In der Folgesaison erzielte er drei Tore in acht Punktspielen, von denen er zwei, am 28. Juni 1947 (38. Spieltag) und am 13. Juli 1947 (40. Spieltag), als Torhüter – für den unpässlichen Rudolf Fink – absolvierte. Von den in der Folgesaison absolvierten 29 von 38 Punktspielen wurde er in fünf Punktspielen erneut als Torhüter eingesetzt; die Anzahl seiner Tore als Feldspieler betrug derweil 14. 1948/49 wurde er lediglich viermal eingesetzt; sein letztes Oberligaspiel für die Bayern bestritt er am 19. Dezember 1948 (14. Spieltag) beim torlosen Unentschieden im Auswärtsspiel gegen den BC Augsburg.
Zur Saison 1949/50 wechselte er zum Ligakonkurrenten TSV 1860 München, für den er nur vier Punktspiele bestritt.